# قائمة الحوادث الإرهابية المرتبطة بتنظيم داعش

الهجمات الإرهابية التي ارتكبت أو حرض عليها تنظيم داعش

فيما يلي قائمة بالأحداث والهجمات الإرهابية المرتبطة بتنظيم الدولة الإسلامية (داعش).
منذ حزيران (يونيو) 2014م عندما أعلن تنظيم داعش عن تأسيس ما أسماه دولة الخلافة ووفقًا لإحصاء مستمر تحتفظ به سي إن إن [بحاجة لمصدر] ، فقد «نفذ أو حرض» على أكثر من 70 هجومًا إرهابيًا في 20 دولة، بما في ذلك سوريا والعراق.

## 2013
| بلد    | تاريخ       |                                        | الأحداث | قتيل | مصاب | ملاحظات                   |
| ------ | ----------- | -------------------------------------- | --- | ---- | ---- | ------------------------- |
| العراق | يناير 2013  |                                        | قتلت سيارة مفخخة 28 حاجا شيعيا وأصابت 60 آخرين أثناء عودتهم من كربلاء بينما انفجرت قنبلة مزروعة على الطريق في العاصمة بغداد بالقرب من حافلة صغيرة مما أسفر عن مقتل أربعة حجاج وإصابة 15 آخرين. | 32   | 75   |                           |
| العراق | يناير 2013  |                                        | أسفر هجومان انتحاريان عن مقتل 55 شخصًا وجرح 288 آخرين في بغداد وتكريت وكركوك. | 55   | 288  |                           |
| العراق | يناير 2013  |                                        | فجر مهاجم انتحاري نفسه في جنازة أحد أقارب أحد السياسيين في مدينة طوز خورماتو مما أسفر عن مقتل 42 شخصًا وإصابة 75 آخرين بجروح.                                                                   | 42   | 75   |                           |
| العراق | فبراير 2013 |                                        | أسفر تفجير سيارة مفخخة في مقر قيادة شرطة المقاطعة في كركوك عن مقتل 36 شخصًا وإصابة 105 آخرين بمن فيهم قائد شرطة المدينة.                                                                        | 42   | 111  |                           |
| العراق | فبراير 2013 |                                        | ضربت سلسلة من السيارات المفخخة بغداد وقتلت 37 وأصابت أكثر من 130 آخرين. | 37   | 130  |                           |
| العراق | فبراير 2013 |                                        | أسفرت سلسلة من التفجيرات وإطلاق النار عن مقتل 34 شخصًا وإصابة 70 آخرين في العراق. | 34   | 70   |                           |
| العراق | مارس 2013   | كمين عكشات                             | نصب مسلحون مجهولون كمينا لقافلة تابعة للجيش السوري برفقة جنود عراقيين مما أسفر عن مقتل 51 سوريًا و 13 عراقيًا.                                                                                   | 64   | 10   |                           |
| العراق | مارس 2013   | 19 مارس 2013                           | أدت سلسلة من التفجيرات وإطلاق النار متزامن في وسط وشمال العراق إلى مقتل 98 شخصًا وجرح 240 آخرين.                                                                                                | 98   | 240  |                           |
| العراق | ابريل 2013  | تفجيرات العراق15 أبريل 2013            | تقع سلسلة من 40 هجومًا، معظمها من السيارات المفخخة وإطلاق النار، في 20 مدينة في العراق . | 75   | 356  | قتل بعض الجناة وهرب آخرون |
| العراق | ابريل 2013  | اشتباكات الحويجة 2013                  | أسفرت أربعة أيام من إطلاق النار والتفجيرات والاشتباكات في الحويجة وحولها بعد أن حاول الجيش العراقي اعتقال المحتجين                                                                             | 331  | 600+ | قتل بعض الجناة وهرب آخرون |
| العراق | مايو 2013   | مايو 2013 هجمات العراق                 | عشرات الهجمات تهز عدة مدن في العراق خلال أسبوع من اندلاع العنف. | 449  | 732  | قتل بعض الجناة وهرب آخرون |
| العراق | يونيو 2013  | 10 يونيو 2013 هجمات العراق             | سلسلة تفجيرات تضرب تسع مدن في شمال ووسط العراق | 94   | 289  | قتل بعض الجناة وهرب آخرون |
| العراق | يونيو 2013  | 16 يونيو 2013 هجمات العراق             | سلسلة من التفجيرات وإطلاق النار التي تستهدف مدن مختلفة في جميع أنحاء العراق | 54   | 174  | قتل بعض الجناة وهرب آخرون |
| العراق | ديسمبر 2013 | 2013 تفجيرات يوم عيد الميلاد في العراق | ثلاثة تفجيرات في بغداد استهدفت المسيحيين في يوم عيد الميلاد | 38   | 70   | غير معروف                 |

## 2014
| بلد                        | تاريخ       | الحادثة - الهجوم                         | الأحداث | قتيل        | مصاب      | ملاحظات |
| -------------------------- | ----------- | ---------------------------------------- | --- | ----------- | --------- | --- |
| بلجيكا                     | مايو 2014   | هجوم المتحف اليهودي في بلجيكا            | تم استهداف المتحف اليهودي البلجيكي في بروكسل ببلجيكا عندما فتح مسلح يدعى مهدي نموش النار على المتحف. توفي ثلاثة أشخاص في مكان الحادث بينما توفي رابع يوم 6 يونيو بسبب إصابات. عندما تم القبض عليه في مرسيليا ، كانت ممتلكاته عبارة عن كاميرا بها تسجيل يعلن مسؤوليته عن إطلاق النار، وأخرى بيضاء عليها اسم الدولة الإسلامية مزينة عليها. | 4           | 0         | قيد الاحتجاز، تم تسليمه إلى بلجيكا.                                                                           |
| العراق                     | يونيو 2014  | مذبحة سبايكر                             | في 12 يونيو 2014 ، قتل تنظيم الدولة الإسلامية ما لا يقل عن 1566 من طلاب سلاح الجو العراقي الشيعي في هجوم على معسكر سبايكر في تكريت. في وقت الهجوم، كان هناك ما بين 4000 و 11000 طالب غير مسلح في المخيم. هذا هو ثاني أكثر الهجمات الإرهابية دموية في التاريخ والأكثر دموية التي يشنها تنظيم الدولة الإسلامية.                            | 1,566-1,700 | غير معروف | ردا على ذلك، شنت الحكومة العراقية هجمات مضادة ضد داعش. كما تم اكتشاف مقابر جماعية جديدة لضحايا داعش في تكريت. |
| أستراليا                   | سبتمبر 2014 | 2014 طعنات إنديفور هيلز                  | طعن اثنان من ضباط شرطة مكافحة الإرهاب. | 0           | 2         | قتل الجاني بالرصاص.                                                                                           |
| أستراليا                   | سبتمبر 2014 | 2014 الغارات الأسترالية لمكافحة الإرهاب  | تم اعتقال 15 شخصًا بعد التخطيط لاختطاف مواطن أسترالي عشوائي وإعدامهم. قُتل أحد الرهائن خلال الحصار وقتل آخر بالرصاص من ضابط شرطة خلال الغارة. | 2           | 4         | قتل الجاني برصاص الشرطة خلال الغارة.                                                                          |
| كندا                       | أكتوبر 2014 | 2014 سان جان سور ريشيليو                 | قتل شخص في هجوم عن طريق الدهس بالسيارة. | 1           | 1         | قتل الجاني بالرصاص بعد مطاردة.                                                                                |
| كندا                       | أكتوبر 2014 | إطلاق النار 2014 في البرلمان هيل، أوتاوا | جندي يقف حارسا في الحرب الوطنية التذكارية بالرصاص. مسلح يقتحم البرلمان. أطلق ضابط الأمن النار في ساقه وهو يحاول أخذ السلاح من الجاني. | 1           | 3         | قتل الجاني بالرصاص في مبنى البرلمان.                                                                          |
| الولايات المتحدة الأمريكية | أكتوبر 2014 | 2014 كوينز هجوم الأحقاد                  | مهاجم اعتنق الإسلام مؤخرًا ويهاجم داعش ضابطين بالشرطة. جرح مدني عندما حاول ضباط آخرون إطلاق النار على المهاجم. | 0           | 3         | قتل الجاني برصاص الشرطة                                                                                       |
| فرنسا                      | ديسمبر 2014 | 2014 مركز شرطة تورز للطعن                | دخل أحد داعمي تنظيم الدولة الإسلامية (ISIL) إلى مركز للشرطة في جويي تورز وهو يصرخ "الله أكبر" قبل طعن ثلاثة من ضباط الشرطة. | 0           | 3         | قتل الجاني بالرصاص.                                                                                           |

## 2015
| بلد                        | تاريخ       | الحادثة - الهجوم          | الأحداث | قتيل | مصاب    | ملاحظات                                                  |
| -------------------------- | ----------- | ------------------------- | --- | ---- | ------- | -------------------------------------------------------- |
| المملكة العربية السعودية   | يناير 2015  | 2015 هجوم عرار            | اثنان من المهاجمين فتحوا النار على حرس الحدود، مما أسفر عن مقتل 3 قبل أن يفجر المرء سترته الانتحارية | 3    | 1       | كلا الجناة قتلوا                                         |
| ليبيا                      | يناير 2015  | 2015 فندق كورنثيا الهجوم  | تفجير سيارة، هجوم انتحاري وما تلاه من وضع رهائن في فندق معروف باستضافته للأجانب والمسؤولين الحكوميين | 10   | 7       | بعض الجناة ماتوا، هرب آخرون                              |
| الدنمارك                   | فبراير 2015 | 2015 إطلاق النار كوبنهاغن | أطلق أردني المولد الأردني الفلسطيني عمر عبد الحميد الحسين النار على حدث حرية التعبير استضافه لارس فيلكس وكنيس كوبنهاغن العظيم . وكان الحسين قد تعهد بالولاء لزعيم داعش أبو بكر البغدادي قبل أيام قليلة. | 2    | 5       | الجاني برصاص الشرطة                                      |
| تونس                       | مارس 2015   | هجوم متحف باردو الوطني    | إطلاق نار جماعي واحتجاز رهائن للسياح الأجانب في متحف باردو الوطني | 22   | 50      | 2 الجناة الذين قتلوا على أيدي الشرطة، 1 هرب              |
| اليمن                      | مارس 2015   | تفجيرات مسجد صنعاء 2015   | تفجيرات انتحارية لاثنين من المساجد الشيعية في صنعاء | 142  | 351     | جميع الجناة الذين قتلوا في الانفجارات                    |
| الولايات المتحدة الأمريكية | مايو 2015   | هجوم كورتيس كولويل سنتر   | قام رجلان بمهاجمة الضباط بنيران أعيرة نارية عند مدخل معرض يعرض صوراً كاريكاتورية لمحمد في مركز كورتيس كولويل في جارلاند ، تكساس                                                                          | 0    | 1       | كلا الجناة قتلوا                                         |
| تركيا                      | يونيو 2015  | 2015 ديار بكر حشد القصف   | تي إن تي قصف يستهدف مسيرة للحزب الديمقراطي الشعبية | 4    | 100+    | القبض على الجاني.                                        |
| فرنسا                      | يونيو 2015  | هجوم سان كوينتين فالافير  | إسلامي فرنسي المولد يقطع رأس رئيسه ثم يصطدم بسيارته في اسطوانة غاز خارج المصنع | 1    | 2       | القبض على الجاني ؛ ينتحر في السجن بعد ستة أشهر من الهجوم |
| الكويت                     | يونيو 2015  | 2015 تفجير مسجد الكويت    | تفجير انتحاري لمسجد شيعي في مدينة الكويت | 27   | 227     | مقتل مهاجم في انفجار، 15 آخرين أدينوا بالتورط في الهجوم  |
| تونس                       | يونيو 2015  | 2015 هجمات سوسة           | إطلاق نار جماعي يستهدف السياح الغربيين في فندق في ميناء القنطاوي على بعد 10 كيلومترات شمال سوسة | 38   | 39      | قتل الجاني على يد الشرطة                                 |
| مصر                        | يوليو 2015  | يوليو 2015 اشتباكات سيناء | أعضاء من ولاية سيناء يشنون هجمات على نقاط التفتيش العسكرية ومركز للشرطة في مدينة الشيخ زويد وحولها في شمال سيناء                                                                                        | 21   | 9       | قتل 241 من المهاجمين، وهرب عشرات                         |
| مصر                        | يوليو 2015  | 2015 تفجير القاهرة        | تفجير سيارة بمبنى القنصلية الإيطالية بالقاهرة | 1    | 9       | غير معروف                                                |
| العراق                     | يوليو 2015  | 2015 تفجير خان بني سعد    | تفجير سيارة مفخخة يستهدف السوق الشيعي في مدينة خان بني سعد | 130  | 130+    | قتل الجاني في انفجار                                     |
| تركيا                      | يوليو 2015  | 2015 قصف Suruç            | تفجير انتحاري يستهدف جناح شباب الحزب الاشتراكي المضطهد | 33   | 104     | الجاني قتيل.                                             |
| فرنسا                      | أغسطس 2015  | 2015 هجوم قطار تاليس      | رجل دعم داعش هاجم قطار تاليس من باريس إلى أمستردام قبل إخضاعه. | 0    | 3       | الجاني مهزوما واعتقل.                                    |
| تركيا                      | أكتوبر 2015 | تفجيرات أنقرة 2015        | تفجير انتحاري يستهدف المتظاهرين في مسيرة سلام | 103  | 400+    | الجناة قتيلا.                                            |
| مصر / روسيا                | أكتوبر 2015 | متروجيت الرحلة 9268       | رحلة في طريقها من مصر إلى سانت بطرسبرغ قصفت | 224  | 0       | غير معروف                                                |
| لبنان                      | نوفمبر 2015 | 2015 تفجيرات بيروت        | التفجيرات الانتحارية التي استهدفت المدنيين الشيعة في ضاحية برج البراجنة التي يهيمن عليها حزب الله | 43   | 200-240 | الجناة قتيلا.                                            |
| فرنسا                      | نوفمبر 2015 | نوفمبر 2015 هجمات باريس   | إطلاق النار والتفجيرات الانتحارية والقنابل اليدوية وأخذ الرهائن. | 130  | 368     | قتل الجناة                                               |
| تونس                       | نوفمبر 2015 | 2015 تفجير تونس           | تفجير انتحاري يستهدف حافلة تقل حراسًا رئاسيين. | 13   | 16      | قتل الجاني في انفجار.                                    |
| الولايات المتحدة الأمريكية | ديسمبر 2015 | 2015 هجوم سان برناردينو   | زوجان متزوجان رضوان فاروق وتشفين مالك يفتحان النار في عطلة في المركز الإقليمي الداخلي قبل أن يفروا. أقسمت الزوجة بالولاء لأبي بكر البغدادي في إحدى موضوعات فيسبوك يوم المذبحة                           | 14   | 24      | مرتكبو النار برصاص الشرطة                                |
| سوريا                      | ديسمبر 2015 | قل تفجيرات تامر           | تفجير شاحنة في مستشفى للميليشيات الكردية وسوق. | 60   | 80      | غير معروف                                                |
| سوريا                      | ديسمبر 2015 | 2015 تفجيرات القامشلي     | التفجيرات الانتحارية في ثلاثة مطاعم يرتادها الأكراد والمسيحيون الأشوريون. | 16   | 35      | قتل الجناة في انفجارات                                   |

## 2016
| البلد                      | تاريخ       | الحادثة - الهجوم                                                     | الأحداث | قتيل | جريح |
| -------------------------- | ----------- | -------------------------------------------------------------------- | --- | ---- | ---- |
| ليبيا                      | يناير2016   | تفجير زليتن 2016                                                     | تفجير شاحنة مفخخة في معسكر تدريب للشرطة | 60   | 200+ |
| مصر                        | يناير2016   | هجوم الغردقة (2016)                                                  | طعن هجوم يستهدف السياح الأجانب في فندق بيلا فيستا في الغردقة | 0    | 2    |
| تركيا                      | يناير2016   | تفجير إسطنبول (يناير 2016)                                           | تفجير انتحاري يستهدف السياح الأجانب في ميدان السلطان أحمد | 13   | 14   |
| اندونيسيا                  | يناير2016   | هجمات جاكرتا 2016                                                    | تفجيرات انتحارية وإطلاق نار يستهدفان ستاربكس ومركز للشرطة في وسط جاكرتا. وقعت الهجمات بالقرب من مكاتب الأمم المتحدة والعديد من السفارات الأجنبية | 4    | 24   |
| السعودية                   | يناير2016   | تفجير مسجد الرضا 2016                                                | تفجير انتحاري وإطلاق النار على مسجد شيعي | 4    | 18   |
| سوريا                      | فبراير 2016 | تفجيرات حمص فبراير 2016                                              | انفجار سيارتين مفخختين في حمص يستهدف المدنيين العلويين | 57   | 100+ |
| سوريا                      | فبراير 2016 | فبراير 2016 تفجيرات السيدة زينب                                      | تفجير سيارة وتفجيران انتحاريان استهدفا مسجد السيدة زينب، وهو مسجد شيعي يعتقد أنه يحتوي على قبر السيدة زينب. | 83   | 178  |
| تركيا                      | مارس 2016   | تفجير إسطنبول (مارس 2016) 2016                                       | فجر مهاجم انتحاري استهدف المدنيين في متجر تجاري في وجهة سياحية مزدحمة ومركز لرجال الأعمال. | 4    | 36   |
|                            | مارس 2016   | تفجيرات بروكسل 2016                                                  | هاجم مفجرون انتحاريون محطة مترو ومطار | 32   | 340  |
| اليمن                      | مارس 2016   | تفجير سيارة في عدن 2016                                              | ثلاثة تفجيرات انتحارية بسيارات مفخخة استهدفت نقاط التفتيش العسكرية 26 العشرات من الجناة الذين قتلوا في الانفجارات | 26   |      |
| العراق                     | مارس 2016   | تفجير الحصوة 2016                                                    | فجر مهاجم انتحاري تفجير انتحاري في استاد | 33   | 78   |
| بنغلاديش                   | أبريل 2016  | اغتيال كسهالز منان                                                   | تعرض خولاز مانان، موظف بالسفارة الأمريكية ورئيس تحرير أول مجلة LGBT في بنغلاديش، للاختراق حتى الموت في شقته مع صديقه. | 2    | 0    |
| العراق                     | مايو 2016   | تفجير بغداد أبريل 2016 تفجير السماوة 2016 تفجيرات بغداد 11 مايو 2016 | تسببت أربعة تفجيرات بسيارات مفخخة في العاصمة العراقية بغداد بحياة 90 شخصًا على الأقل، وفق ما أفادت به مصادر الشرطة لقناة الجزيرة. | 90   | 100+ |
| العراق                     | مايو 2016   | مذبحة مشجعي نادي ريال مدريد                                          | حادثان منفصلان قام فيه ثلاثة مسلحين ومهاجمين انتحاريين بمهاجمة مقهى لمشجعي كرة القدم لفريق نادي ريال مدريد في مقهى | 28   | 45   |
| اليمن                      | مايو 2016   | تفجيرات اليمن 23 مايو 2016                                           | استهدف تفجيران انتحاريان مجندي الجيش. | 45+  | 60+  |
| كازاخستان                  | يونيو 2016  | إطلاق النار أكتوبى 2016                                              | هاجمت مجموعة من عشرات المتشددين متجرين للأسلحة وقاعدة عسكرية في أكتوبي، مما أسفر عن مقتل أربعة مدنيين وثلاثة جنود. قُتل العديد من المهاجمين خلال الهجمات على المتاجر والقاعدة، وقُتل أكثر خلال غارات الشرطة التي تلت ذلك خلال الأيام القليلة المقبلة.                                                    | 7    | 40+  |
| فرنسا                      | يونيو 2016  | عملية طعن 2016                                                       | تولى داعش مسؤولية طعن قتل ضابط شرطة فرنسي ورفيقه. | 2    | 0    |
| ماليزيا                    | يونيو 2016  | هجوم قنبلة 2016                                                      | هجوم بقنبلة يدوية على تجمع لمشاهدة مباريات بطولة كأس امم أوروبا 2016 بين أسبانيا وإيطاليا. | 0    | 8    |
| تركيا                      | يونيو 2016  | هجوم مطار أتاتورك 2016                                               | فتح ثلاثة رجال من دول الاتحاد السوفيتي السابق النار على مطار أتاتورك في اسطنبول قبل أن يفجروا أنفسهم. | 45   | 239  |
| الولايات المتحدة الأمريكية | يونيو 2016  | الهجوم على نادي ليلي في أورلاندو 2016                                | قتل عمر متين البالغ من العمر 29 عامًا 49 شخصًا وجرح 53 آخرين في إطلاق نار جماعي داخل بولس، وهو ملهى ليلي مثلي في أورلاندو بولاية فلوريدا | 49   | 53   |
| بنغلاديش                   | يوليو 2016  | حادث احتجاز الرهائن في بنغلادش (2016)                                | هاجم خمسة رجال مقهى في جولشان تانا في دكا واحتجزوا رهائن. | 24   | 50   |
| العراق                     | يوليو 2016  | تفجيرات الكرادة 2016                                                 | هجومان بقنبلة في حي الكرادة وضاحية الشعب في بغداد. | 325  | 225+ |
| السعودية                   | يوليو 2016  | تفجيرات السعودية 2016                                                | استهدف انتحاري قوات الأمن خارج المسجد النبوي في المدينة المنورة، وفجر رجل نفسه بعد أن حاولت الشرطة اعتقاله بالقرب من القنصلية الأمريكية في جدة، ووقع هجومان آخران بالقنابل في القطيف. | 7    | 7    |
| فرنسا                      | يوليو 2016  | هجوم نيس 2016k                                                       | في 14 يوليو (يوم الباستيل) ، قاد محمد لاهويوج-بوهل، 31 عامًا من تونس، عن عمد شاحنة بضائع بحجم 19 طن إلى حشود تحتفل بيوم الباستيل في برومينيد دي أنجليه في نيس، فرنسا. أعلن داعش المسؤولية. | 86   | 434  |
| ألمانيا                    | يوليو 2016  | هجوم قطار فورتسبورغ 2016                                             | لاجئ أفغاني يبلغ من العمر 17 عامًا على محمل الجد جريح أربعة أشخاص بسكين وفأس على متن قطار بالقرب من فورتسبورغ في ألمانيا | 0    | 5    |
| أفغانستان                  | يوليو 2016  | تفجير كابول يوليو 2016                                               | فجر انتحاريان أحزمة ناسفة على المدنيين. | 80   | 231+ |
| ألمانيا                    | يوليو 2016  | تفجير آنسباخ 2016                                                    | لاجئ سوري من سوريا يفجر نفسه بالقرب من مهرجان موسيقي في أنسباخ، حيث كان هناك حوالي 2500 شخص في تلك اللحظة. | 0    | 15   |
| فرنسا                      | يوليو 2016  | هجوم كنيسة نورماندي 2016                                             | الكاهن جاك هامل، راهبتان، واثنين من المصلين أخذوا كرهائن من قبل رجلين مسلحين بالسكاكين في الكنيسة خلال قداس. قتل هامل. | 1    | 3    |
| سوريا                      | يوليو 2016  | تفجيرا القامشلي يوليو 2016                                           | انفجاران في بلدة القامشلي ذات الأغلبية الكردية في سوريا، مما أسفر عن مقتل 57 شخصًا بينهم 8 من أسايش وإصابة أكثر من 171 شخصًا. | 57   | 171+ |
| بلجيكا                     | أغسطس 2016  | هجوم شارلروا 2016                                                    | هاجم رجل شرطيتين بساطور في شارلروا، بلجيكا، قبل أن يطلق عليه قتيل من قبل ضابط شرطة آخر. وورد أن المهاجم قال "الله أكبر" أثناء الهجوم. | 0    | 2    |
| باكستان                    | أغسطس 2016  | تفجير كويته أغسطس 2016                                               | قتل مفجر انتحاري في باكستان ما لا يقل عن 70 شخصًا وأصاب أكثر من 100 يوم الاثنين في هجوم على المشيعين الذين تجمعوا في مستشفى بمدينة كويتا جنوب غرب البلاد، وأعلنت الدولة الإسلامية وفصيل من حركة طالبان مسؤوليتهما.                                                                                      | 93+  | 130+ |
| تركيا                      | أغسطس 2016  | تفجير غازي عنتاب (أغسطس 2016)                                        | مقتل انتحاري طفل بأكثر من 50 في حفل زفاف في مقاطعة غازي عنتاب. | 57   | 69   |
| العراق                     | سبتمبر 2016 | تفجيرات بغداد 9 سبتمبر 2016                                          | قتل مفجر انتحاري في سيارة في بغداد ما لا يقل عن 40 شخصًا وجرح أكثر من 60 من تنظيم الدولة الإسلامية | 40+  | 60+  |
| باكستان                    | أكتوبر 2016 | هجمات كويتا أكتوبر 2016                                              | قام ثلاثة إرهابيين بإطلاق نار جماعي على طلاب الشرطة في مركز التدريب في كويتا مما أسفر عن مقتل 61 طالبا وجرح 160 عندما قصف اثنان منهم أنفسهم بينما قتل واحد أثناء العملية. | 61   | 160+ |
| الولايات المتحدة الأمريكية | نوفمبر 2016 | هجوم جامعة ولاية أوهايو                                              | إرهابي اسمه عبد الرزاق علي أرتان. طعن الناس وركض على الآخرين بسيارة. 11 جريح. تم إطلاق النار على المشتبه به وقتل من قبل ضابط شرطة. أشاد داعش بالهجوم وقال إن أرتان استجاب لدعوتهم لمهاجمة مدنيين من دول التحالف.                                                                                       | 1    | 11   |
| ألمانيا                    | ديسمبر 2016 | هجوم برلين 2016                                                      | في 19 ديسمبر، اختطف أنيس عمري، وهو طالب لجوء تونسي يبلغ من العمر 24 عامًا، شاحنة بولندية في برلين واقتادها إلى سوق عيد الميلاد في بريتشيدبلاتز، برلين. أودى الهجوم بحياة 12 شخصًا، بمن فيهم السائق الأصلي للشاحنة. أعلنت داعش مسؤوليتها وأصدرت لاحقًا شريط فيديو عن عمري يتعهد بالولاء لأبي بكر البغدادي. | 12   | 56   |

## 2019
| بلد       | تاريخ             | الحادثة - الهجوم           | الأحداث | قتيل | مصاب | ملاحظات |
| --------- | ----------------- | -------------------------- | --- | ---- | ---- | --- |
| الفلبين   | كانون الثاني 2019 | 2019 تفجير كاتدرائية جولو. | 2019 تفجيرات كاتدرائية جولو: قُتل 22 شخصًا وجُرح 102 آخرون عندما انفجرت قنبلتان في كاتدرائية خلال قداس الأحد في جولو، الفلبين. كان فرع جماعة أبو سياف الإرهابية التابعة لجماعة أبو سياج الإرهابية وراء الهجوم. | 22   | 102  | يُعتقد أن جماعة أبو سياف قد نفذ الهجمات، لكن داعش أعلن مسؤوليته أيضًا.                                                                   |
| سيريلانكا | أبريل 2019        | 2019 تفجيرات سريلانكا      | في 21 أبريل 2019 ، أسفرت 6 هجمات انتحارية عن مقتل 253 ، بينهم 45 طفلاً و 38 من الرعايا الأجانب. كانت الأهداف 3 كنائس، هي كنيسة القديس أنتوني - كوتاهينا، وكنيسة القديس سيبستيان - نيجومبو، وكنيسة زيون - باتيكالوا، و 3 فنادق رائدة في كولومبو، وهي فندق كينجزبري، وشانغريلا، وفندق سينامون جراند. كان هناك هجومان انتحاريان آخران في فترة ما بعد الظهر في نزل صغير في دهيوالا مما أسفر عن مقتل 2 وفي منزل أحد المهاجمين الرئيسيين في كولومبو، مما أسفر عن مقتل 7 أفراد بينهم 3 من ضباط الشرطة. | 253  | 500+ | أعلن داعش مسؤوليته عن الهجوم من خلال وكالة الأنباء اعماق. وتشارك الجماعة الإسلامية المتطرفة المحلية، وهي جماعة وطنية مباشرة في الهجوم. |

## روابط خارجية
- يوريش، كارين ؛ واتكينز، ديريك ؛ جيراتيكان، توم ؛ لي، ياسمين س. (1 يوليو 2016). «كم عدد الأشخاص الذين قتلوا في هجمات داعش في جميع أنحاء العالم» . نيويورك تايمز .